# ГАЗ-А
ГАЗ-А — легковий автомобіль середнього класу з відкритим 5-місним 4-дверним кузовом типу фаетон. Ліцензійна копія автомобіля Ford Model A, обладнання та документація на виробництво якого були куплені радянським урядом в США в 1929 році у Ford Motor Company.
Перший радянський легковий автомобіль масового конвеєрного складання. Випускався з 1932 по 1936 рік на Горьківському автомобільному заводі і з 1933 по 1935 рік на московському заводі КІМ. Перші дві машини були зібрані 8 грудня 1932 року. Всього було випущено 41 917 машин.

## Опис конструкції
- Конструкція автомобіля рамна, рама з двох лонжеронів, пов'язаних поперечними балками.
- Зчеплення — однодискове, сухе.
- Коробка передач — триступенева, три швидкості вперед і одна — назад.
- Головна передача на задній міст — пара конічних шестерень зі спіральними зубами. Передаточне число головної передачі — 3,77
- Підвіска і передній, і задній осі — залежна, на поперечних ресорах, з 4-ма гідравлічними амортизаторами коловоротного типу односторонньої дії.
- Шини — 5,50-19 дюймів, колеса з трирядними металевими спицями.
- Гальма колодкові, з механічним приводом. Гальмо стоянки — стрічкове, на задню вісь.
- Радіус повороту — 5,5 м

## Модифікації та спеціальні автомобілі на базі ГАЗ-А

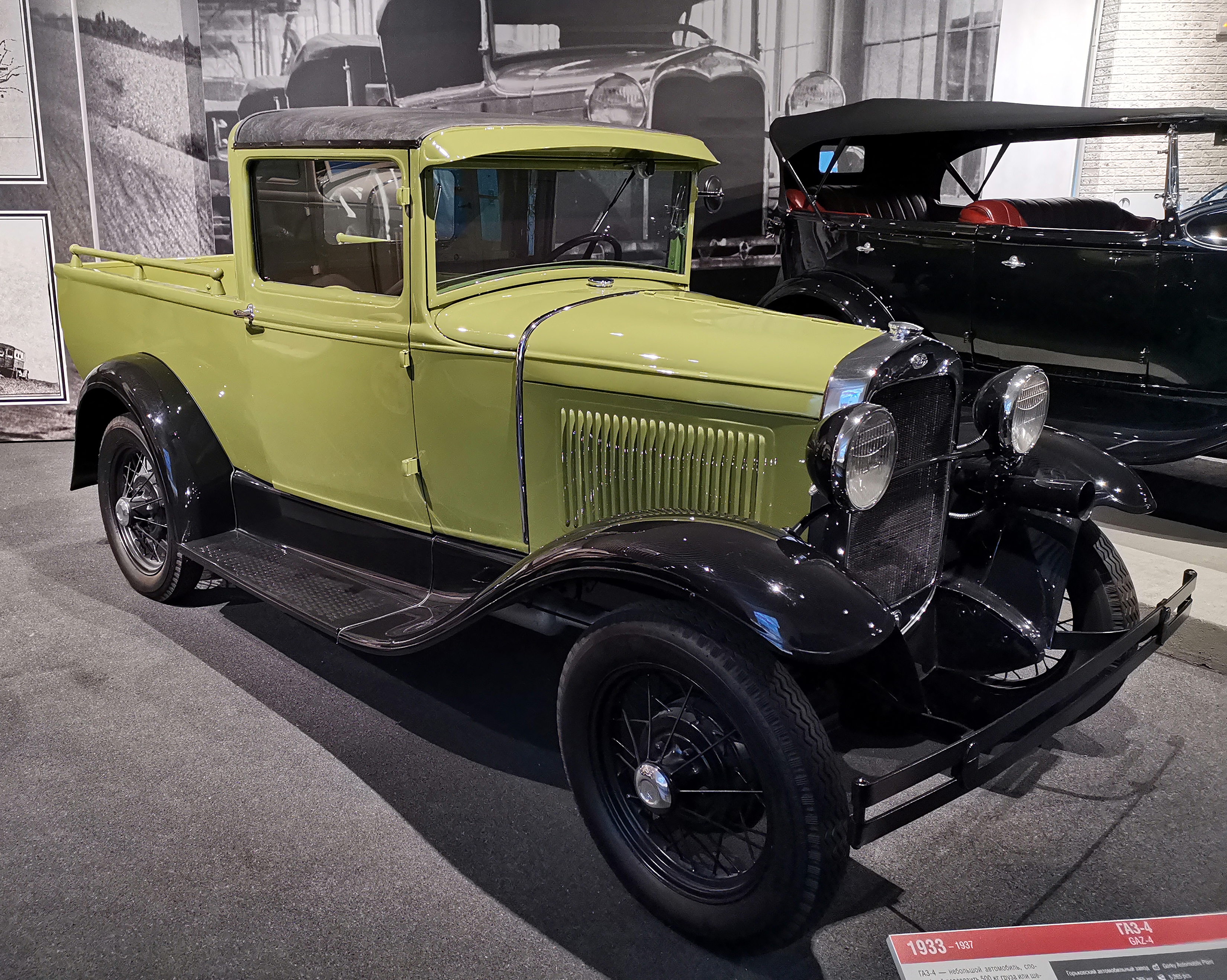
ГАЗ-4

- ГАЗ-3 та ГАЗ-6 — модифікації із закритим 4-дверним кузовом седан. ГАЗ-6 виготовлявся малими партіями в 1934—1936 роках. Це перший вітчизняний серійний легковий автомобіль із закритим кузовом. Основною проблемою при виробництві були операції на конвеєрі з тонкими металевими листами та їх зварювання.
- ГАЗ-4 — модифікація з вантажопасажирським кузовом пікап вантажопідйомністю 500 кг. Автомобіль був оснащений кабіною від вантажівки ГАЗ-АА, запасне колесо розміщувалося в ніші на лівому крилі. Вантажна платформа — 1,6 на 1,1 м. Випускався в 1934—1936 роках. Випущено понад 10,5 тис. (за деякими даними, 10648 шт.) Пікапів ГАЗ-4.
- ГАЗ-А-Аеро — експериментальний автомобіль з аеродинамічно чистим обтікаючим кузовом на шасі ГАЗ-А. Створений в 1934 інженером А. О. Нікітіним.
- ГАЗ-А-Аремкуз — спеціальна модифікація для роботи в таксі, випускалася в Москві в 1933—1935 роках. Автомобіль-таксі оснащувався закритим кузовом з внутрішньою перегородкою, що відокремлювала водія від пасажирського салону, виробництва московського авторемонтної-кузовного заводу «Аремкуз». На відміну від ГАЗ-3 і ГАЗ-6, кузов був не суцільнометалевим, а на дерев'яному каркасі з металевими панелями. Довжина модифікації досягала 4286 мм, висота — 1720 мм, споряджена маса — 1350 кг. Випущено близько 500 штук.

## Застосування
ГАЗ-А наймасовіша радянська легкова модель першої половини 1930-х, поставлялася переважно державним органам і в Червону армію.
- ГАЗ-А був наймасовішим штабним автомобілем Червоної Армії 1930-х. Армійська модифікація була оснащена короткохвильовою військовою радіостанцією «5АК».
- ГАЗ-А був наймасовішою моделлю таксі першої половини 1930-х. Оснащувався зовнішнім таксометром (з правого борту) механічного типу з прапорцем «вільний-зайнятий». Виведення з експлуатації цих машин почало здійснюватися після появи ГАЗ-М1. Але в Ленінграді, наприклад, ГАЗ-А експлуатувалися в таксі до 1 березня 1938 р. і тільки після наказу Президії Ленради були відправлені з міста на периферію.
- На базі ГАЗ-А виготовляли кілька типів карет швидкої допомоги з оригінальним дизайном кузова, включаючи облицювання передка.

## Цікаві факти
- Автомобілі ГАЗ-А брали участь в автопробігу Москва — Каракуми — Москва (1933 рік) і успішно подолали понад 9,5 тис. км.
- У Ленінграді та Москві експлуатація ГАЗ-А була заборонена після 1936 року, а нечисленним автовласникам пропонувалося здати ГАЗ-А державі і з доплатою придбати новий ГАЗ-М1, робилося це з причин застарілої конструкції ГАЗ-А до 1936 року і непорядною появою автомобіля старої конструкції у великому місті.

## В ігровій та сувенірній індустрії
Масштабна модель автомобіля в Росії випускається на саратовському заводі Тантал, нині «Моссар», з різким погіршенням якості в порівнянні з початком виробництва в СРСР.
Модель ГАЗ-А 1:43 також була додана до журналу «Автолегенди СРСР» № 38, що випускається видавництвом DeAgostini.
У 2011 році фірмою «DIP Models» обмеженим тиражем була випущена модель автомобіля ГАЗ-А «Аремкуз».